# Marquesat de Rafal

Escut d'Armes del Marquesat de Rafal, a partir de 26/03/1790 Antonia María de Heredia -Bazán y Rocamora, VIII Marquès, durant la casa d'Heredia. Mant de Grandesa d'Espanya.

El marquesat de Rafal és un títol nobiliari que va ser concedit per Felip IV a Jerónimo de Rocamora y Thomas per Reial decret de 14 de juny de 1636.

## Història
El títol de Marquès de Rafal va ser atorgat pel Rei d'Espanya Felip IV d'Habsburg i Habsburg a Jerónimo de Rocamora y Thomas, VIII Senyor i I Baró de Puebla de Rocamora i VIII Senyor de Benferri, valerós militar que es va distingir en les Guerres de Flandes, per les quals va aixecar a costa seva i va sostenir un dels famosos terços d'infanteria. Per aquest fet i pels suports prestats en el passat pels seus antecessors a la monarquia dels Habsburg espanyols, Felip IV li va concedir aquest títol per a ell i per als seus legítims descendents o successors, decretant-ho a Madrid el 14 de juny de 1636.
A Jerónimo de Rocamora se'l considera el fundador de Rafal a causa que amb el títol de marquès anava la independència municipal, quedant la vila segregada de la municipalitat d'Oriola.
Jerónimo va néixer el 9 d'abril de 1571 a Oriola, fill de Jaime de Rocamora y López Varea i d'Ana de Thomas y Vázquez. L'any 1611 Jerónimo es casà amb gairebé 40 anys i en segones noces amb María García de Lasa y Togores, propietària del senyoriu de Rafal que pertanyia a la família oriolana dels García de Lasa des de temps immemorials. D'aquesta forma aquest territori passo a les mans del nou llinatge dels Rocamora convertint-se més tard en marquesat.
El 29 de gener de 1638 es va fundar el Majorat de Rafal, consistent en la indissoluble unió de la baronia de Puebla de Rocamora aportada per Jerónimo i del marquesat de Rafal, en el seu moment senyoriu aportat per María, que era la seva III Senyora. Entre les obligacions que va imposar Jerónimo, hi havia una que estipulava que en cas de quedar el majorat sense successió recauria en la línia primogènita dels senyors de Benferri, descendents de Nicolás, fill del seu primer matrimoni. A més va ratificar les Nou Clàusules imposades pel seu pare en 1588. El majorat es va fundar per escriptura pública a Oriola davant Ginés Martínez.
Jerónimo va tenir onze fills, sis del seu primer matrimoni i cinc del segon. Només va ser Marquès de Rafal des de 1636 fins a 1639, manant construir en el seu últim any com a marquès l'església de Rafal que acabaria constituint-se en parròquia en 1640 quan només estava acabat l'altar major, part més antiga del temple.
En 1639 va morir el primer Marquès de Rafal als 63 anys, deixant el títol en mans del seu fill Gaspar de Rocamora y García de Lasa, II Marquès de Rafal, que heretava el majorat. El senyoriu de Benferri el va heretar el primogènit Nicolás de Rocamora y Molins, quedant desvinculat del senyoriu territorial del Marquès de Rafal. Amb Nicolás s'iniciava una branca paral·lela de la Casa de Rocamora, branca que segons les obligacions del Majorat de Rafal, quedava com a reserva per al cas de falta de successió de la branca principal, com així va passar anys després quan aquesta branca va perpetuar el llinatge.
En 1736, el senyoriu de Benferri tornaria a unir-se al patrimoni territorial del Marquès de Rafal durant el marquesat de Jaime de Rocamora y Cascante. La Casa de Rocamora va continuar el seu domini sobre aquests territoris amb diversos marquesos més fins a Antonia de Rocamora y Heredia, última noble del llinatge dels Rocamora, extingit en 1760.
Va arribar llavors al Marquesat de Rafal la Casa d'Heredía, però el poc prolífic matrimoni entre la Marquesa Antonia de Rocamora i el seu oncle Antonio de Heredia y Bazán, Alcalde de Madrid, va donar un sol noi, malalt des de nen, i una nena.
Aquest marquès, Antonio de Heredia y Rocamora, es convertiria en el VII Marquès de Rafal i primer de la Casa d'Heredia amb tan sols 6 anys, però va morir als 16 anys i sense descendència, en 1761. Va rebre el comtat de la Granja de Rocamora per sentència al seu favor en plet guanyat en 1755, ja que aquest feu era una possessió històrica de la Casa de Rocamora.
Va heretar el títol junt amb les seves possessions la seva germana Antonia María de Heredia y Rocamora, a la qual el Rei d'Espanya Carles IV de Borbó i Saxònia va atorgar per Reial decret a Madrid del 26 de març de 1789 el títol de Gran d'Espanya de Primera Classe, que igualava el títol de marquès al de duc.
Arribaria llavors la Casa de Melo de Portugal, introduïda per Pablo Melo de Portugal La Rocha Calderón y Chaves, Marquès de Vellisca, Gran d'Espanya i Marquès consort de Rafal casat amb Antonia María. Aquest llinatge també va estar poc temps, ja que la seva línia de marquesos de Rafal es va extingir a mitjan segle xix.
Va recaure el títol llavors sobre José Casimiro Manuel de Villena y Bambalere, net de María del Pilar Melo de Portugal y Heredia, VII Conde de Vía Manuel i Gran d'Espanya de Primera Classe, que va introduir la Casa de Manuel de Villena i que romandria fins a 1899 en el marquesat de Rafal i fins a 1929 en altres territoris dels Manuel de Villena.
En 1867, María Isabel Manuel de Villena y Álvarez de les Astúries XIII Marquesa de Rafal i IX Comtessa de Via Manuel, va casar amb Arturo de Pardo i Inchausti. El seu segon fill home, Alfonso de Pardo y Manuel de Villena va establir en el marquesat de Rafal a la Casa de Pardo-Manuel de Villena, que amb tres marquesos ha arribat fins als nostres dies sota la persona de Santiago Pardo-Manuel de Villena y Berthelemy, actual Marquès de Rafal i XVI portador del títol.

## Arrels de la Casa de Rocamora
La família Rocamora, tronc dels fundadors i primers marquesos de Rafal, procedeix de Pere Ramon de Rocamora (Pierre Roman de Rocamoure), fill del senyor de Rocamoure, a la província de Septimània (després Llenguadoc), al nord dels Pirineus. Pedro Ramón era nebot del Rei de França Lluís VIII.
Pere Ramon de Rocamora va acompanyar al costat d'altres nobles Jaume I el Conqueridor, Rei d'Aragó i Comte de Barcelona, en algunes de les seves campanyes de conquesta.
El 25 d'agost de 1265, en el repartiment de terres fet en Còrdova pel Rei de Castella i Lleó Alfons X el Savi, en què van ser repartides les terres de la Vega Baixa entre aquells partícips de la presa d'Oriola, se li va assignar a Pere Ramon de Rocamora un majorat en la vega alacantina.
La línia masculina no interrompuda dels Rocamora va mantenir les seves possessions unides des del segle xiii fins al segle xvii. En aquest moment, la línia es va dividir en dues branques, descendents de Jerónimo de Rocamora y Thomas, una de Juan de Rocamora y García de Lasa i l'altra del seu germà patern Nicolás de Rocamora y Molins.
Amb el majorat que es va produir amb el casori de Jerónimo amb María García de Lasa i amb l'anterior elevació del senyoriu de Rafal a marquesat, la família dels Rocamora va quedar dividida en una línia de marquesos de Rafal i una altra de senyors de Benferri.
La falta de successió de la branca de marquesos de Rafal va fer recaure al majorat sobre la línia de senyors de Benferri, continuant el llinatge fins a la seva extinció en 1751.

## Heràldica de la Casa de Rocamora

Corona de l'escut del Marquesat de Rafal des de 1636 fins a 1789

L'escut d'armes dels Rocamora va ser creat en 1588 pel VII Senyor de Benferri i Puebla de Rocamora Jaime de Rocamora y López Varea, pare de Jerónimo. A partir de 1636 i fins a 1789, l'escut de la Casa de Rocamora incorporava la corona de marquès. Però després d'obtenir el marquesat el títol de Grandesa d'Espanya en 1789, va passar a ser la corona ducal la que va incorporada en l'escut del marquesat, ja que és la corresponent per als marquesats que ostenten aquesta dignitat. A pesar que l'escut municipal de l'Ajuntament de Rafal incorpora la corona de marquesat i no la de ducat, és aquesta última la que correspon al títol de Marquès de Rafal per la seva condició de Grandesa.
La descripció heràldica del blasó dels Rocamora és la següent:
En camp d'atzur un roc d'escacs d'or, posat sobre una roca del seu color sobre ones de mar d'atzur i argent, sumat d'un creixent del mateix metall, i ficat al llit de dues flors de lis d'or. En cap un ram de mores natural.
Fins a 1789 Corona de Marquès: al timbre corona d'or, enriquida de pedres precioses, realçada de quatre florons, tres a la vista, amb dotze perles posades entre aquests de tres en tres, dues a la vista.
Des de 1789 Corona de Duc: al timbre corona d'or, enriquida de pedres precioses, realçada de vuit florons, cinc a la vista, interpolats amb vuit puntes d'or adornades en els seus extrems amb perles, quatre a la vista. 

## Línia masculina no interrompuda de laCasa de Rocamora
Des del repartiment de les terres de la Governació d'Oriola i creació de la Casa de Rocamora en 1265, fins que es fundés el marquesat de Rafal, aquests són els que han ostentat la prefectura de la dinastia:
- Pere Ramon de Rocamora (Pierre Roman de Rocamoure)
- Mossèn Jaume de Rocamora
- Martí de Rocamora
- Pere de Rocamora
- Pere Martí de Rocamora
- Jaime de Rocamora y Rocamora I Senyor de Benferri, de Puebla de Rocamora i de La Granja
- Juan de Rocamora y Vázquez II Senyor de Benferri, de Puebla de Rocamora i de La Granja
- Pedro de Rocamora y Rocamora III Senyor de Benferri, de Puebla de Rocamora i de La Granja
- Francisco de Rocamora y Rocamora IV Senyor de Benferri, de Puebla de Rocamora i de La Granja
- Juan José de Rocamora y Ruiz V Senyor de Benferri, de Puebla de Rocamora i de La Granja
- Jaime Juan de Rocamora y Rocamora VI Senyor de Benferri i de Puebla de Rocamora
- Jaime de Rocamora y López Varea VII Señor de Benferri i de Puebla de Rocamora (Pare de Jerónimo de Rocamora y Thomas)

## Senyors de Rafal
|                      | Titular                                       | Període               |
| Creació per Felip II | Creació per Felip II                          | Creació per Felip II  |
| -------------------- | --------------------------------------------- | --------------------- |
| I                    | Gaspar García de Lasa y Ferré ho fou dos cops | ¿? - 1609 1610 - 1611 |
| II                   | Juan de Ferré y Proxita                       | 1609 - 1610           |
| III                  | María García de Lasa y Togores                | 1611 - 1636           |

## Marquesos de Rafal
|                      | Titular                                                  | Període              |
| Creació per Felip IV | Creació per Felip IV                                     | Creació per Felip IV |
| -------------------- | -------------------------------------------------------- | -------------------- |
| I                    | Jerónimo de Rocamora y Thomas                            | 1636 - 1639          |
| II                   | Gaspar de Rocamora y García de Lasa                      | 1639 - 1666          |
| III                  | Juan de Rocamora y García de Lasa                        | 1666 - 1691          |
| IV                   | Jerónima de Rocamora y Cascante                          | 1691 - 1736          |
| V                    | Jaime de Rocamora y Cascante                             | 1736 - 1740          |
| VI                   | Antonia de Rocamora y Heredia                            | 1740 – 1751          |
| VII                  | Antonio de Heredia y Rocamora                            | 1751 - 1761          |
| VIII                 | Antonia María de Heredia y Rocamora                      | 1761 – 1808          |
| IX                   | Vicente Melo de Portugal y Heredia                       | 1808 - 1831          |
| X                    | María del Pilar Melo de Portugal y Heredia               | 1831 – 1835          |
| XI                   | José Casimiro Manuel de Villena y Bambalere              | 1835 – 1854          |
| XII                  | Enrique Manuel de Villena y Álvarez de las Asturias      | 1854 – 1874          |
| XIII                 | María Isabel Manuel de Villena y Álvarez de las Asturias | 1874 – 1899          |
| XIV                  | Alfonso de Pardo y Manuel de Villena                     | 1899 – 1955          |
| XV                   | Fernando Pardo-Manuel de Villena y Egaña                 | 1955 – 1977          |
| XVI                  | Santiago Pardo-Manuel de Villena y Berthelemy            | 1977 - 2013          |